# Koopmansstraat
De Koopmansstraat is een straat in Brugge.

## Beschrijving
De Coopmansstrate werd al vroeg vernoemd:
- 1276: over een stuk land in de Langestraat streckende sher Jan Coepmans waerd of zich uitstrekkend in de richting van de woning van Jan Coopman;
- 1417: een man verdronk in Coopmansgracht;
- 1431: thenden der Coopmansstrate.

Het gaat dan ook duidelijk om een naam die verband houdt met een persoon of familie Coopman.
De Koopmansstraat is een straat zonder doorgang, vanaf de Langestraat, langs het gerechtsgebouw, uitmondend op een van de toegangen tot dit gebouw.
Langs de zuidzijde staan nog twee 17de-eeuwse huisjes, die herinneren aan de ouderdom van de bewoning in de schaduw van het kartuizerklooster.